# Namibia Post
Namibia Post Limited (gebräuchlicher ist der Kurzname NamPost) ist eine namibische Aktiengesellschaft und nationales Postunternehmen des Landes. Es ist weiterhin (Stand August 2022) Teil der Namibia Post and Telecommunications Holdings.
Im Februar 2010 nahm NamPost zusammen mit seinen Partnern DHL Global Mail und DHL Express Namibia (beide sind Tochterunternehmen von DHL) das modernste Briefzentrum Afrikas in Betrieb. Es ist Knotenpunkt für jegliche Post ins und aus dem südlichen Afrika.

## Geschäftsbereiche

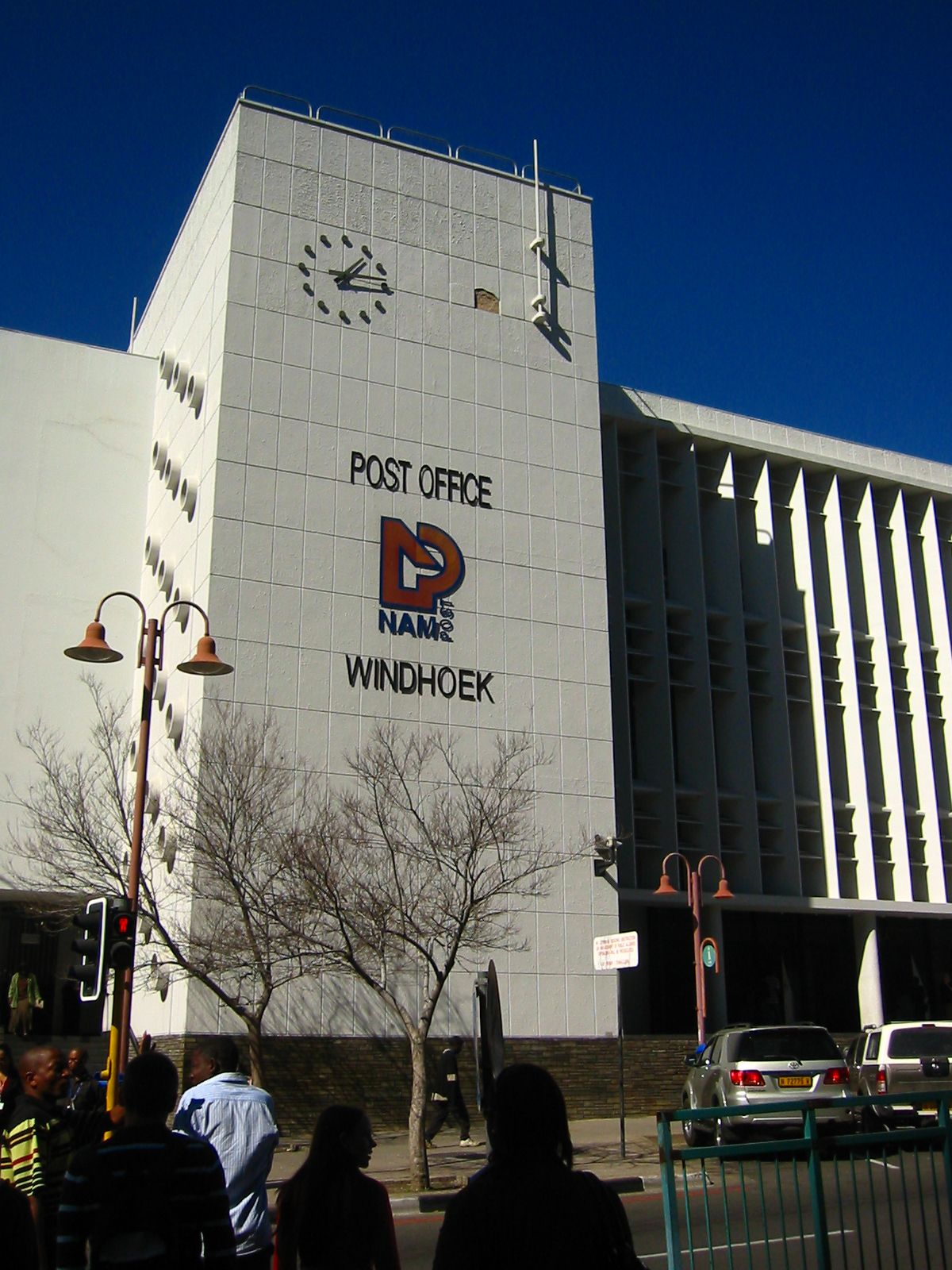
Hauptsitz von Nampost an der Independence Avenue

Die NamPost gliedert sich in die Geschäftsbereiche
- Postdienste
  - Philatelie: Die Philatelie nimmt bei der NamPost eine wichtige Stellung ein. International konnten namibische Briefmarken bisher zahlreiche Preise gewinnen.
  - Postsendungen: Briefe und Pakete werden in Namibia nicht ausgetragen, sondern müssen von Verteilerstationen abgeholt werden, die überall im Land eingerichtet sind. Es können gegen Gebühr eine P.O. Box (Postfach) oder auch eine größere Private Bag (Privater Postsack) gemietet werden. Brief- und Paketpost an diese Postfächer wird numerisch, nicht namentlich, adressiert.
  - Postämter und Postagenturen; 130 Postämter und -agenturen in 2010
- Kurierdienste; 60 Overnight-Destinationen in Namibia (2008)
- Geldanlagen
- Postbank (NamPost Savings Bank and Treasury); mit beschränkten Möglichkeiten (u. a. keine Kreditvergabe)
- Aktienhandel (NamPost Financial Brokers; PostFin)